# Plesio
Plesio ist eine norditalienische Gemeinde (comune) in der Provinz Como in der Lombardei.

## Lage und Einwohner
Die Gemeinde liegt rund 40 Kilometer von der Provinzhauptstadt Como entfernt im Val Menaggio am Comer See und gehört zur Comunità Montana Valli del Lario e del Ceresio. Die umfasst die Fraktionen Barna, Breglia, Calveseglio, Ligomena, Logo. Die Gemeinde hat 822 Einwohner (Stand 31. Dezember 2023).  Westlich des Ortes liegt das Valle Menaggio, durch welches ein Verbindungsweg über Porlezza ins schweizerische Lugano führt.
Die Nachbargemeinden sind Cremia, Garzeno, Grandola ed Uniti, Menaggio und San Siro.

## Geschichte

Plesio

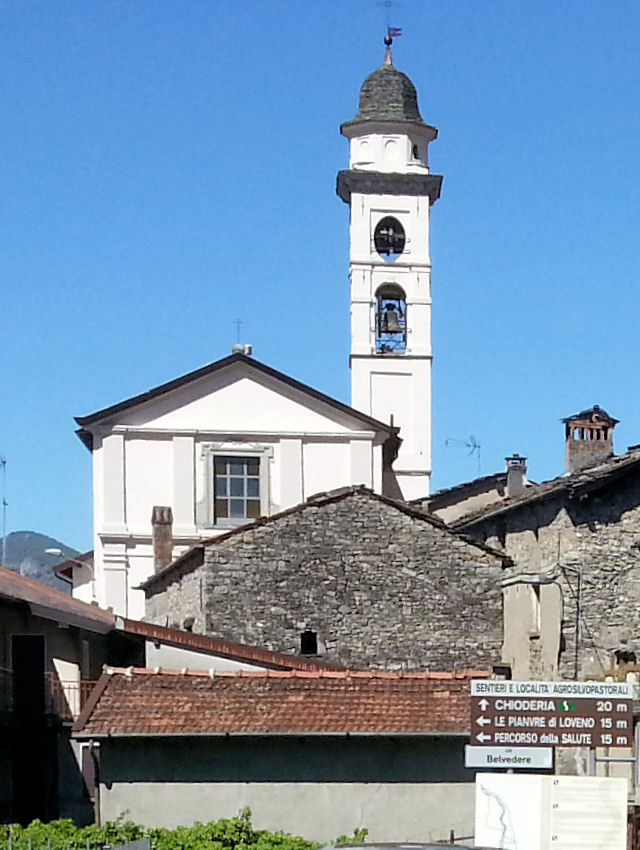
Kirche Santa Maria Maddalena in Barna

Plesio ist einer der wichtigsten Fundplätze der bronzezeitlichen Golasecca-Kultur. Die Überreste einer imposanten Begrenzungsmauer, die den Gipfel des Ciapp del castell umgibt, sowie die Referenzen der umliegenden Mikrotoponymie (Sibell, Dunira, Paron, Ligomena) deuten auf das Vorhandensein einer letzten bronzezeitlichen Burganlage aus dem 12. Es handelte sich also um eine befestigte Residenz, von der aus die Umgebung beherrscht und überwacht werden konnte und in der die tributpflichtige Bevölkerung in Zeiten der Gefahr Zuflucht finden konnte. Plesio ist wahrscheinlich eine der achtundzwanzig Burgen, die sich in jenem schicksalhaften Jahr 196 vor Christ dem römischen Konsul Marcus Claudius Marcellus zusammen mit den Comenses, mit denen es konföderiert war, ergeben haben.
Die in Breglia entdeckten schalenförmigen Steine sind schwer zu datieren und kulturell einzuordnen, aber sie bestätigen eine sehr alte Präsenz.
Die archäologischen Quellen, die mit Sicherheit datiert werden können, sind der Golasecca-Kultur (G III A 3) zuzuordnen und bezeugen die menschliche Anwesenheit zu Beginn des IV Jahrhunderts vor Christ. Es handelt sich um zwei Ollae, die zu Beginn des 20. Jahrhunderts an der Straße von Calveseglio nach Plesio gefunden wurden. Sie gehören zu einem Verbrennungsgrab einer weiblichen Persönlichkeit und enthalten die Asche der Verstorbenen und zahlreiche Gegenstände.
Nach den Statuten von Como aus dem Jahr 1335 ist Plexio dicti montis Menaxii eine Gemeinde, die zur Pfarrei von Menaggio gehört, die bereits nach der Gebietsaufteilung von 1240 zum Bezirk Porta Torre der Stadt Como gehörte. Die Gemeinde Plexio war für die Instandhaltung der Via Regia im Abschnitt von der Ponte de la Polla bis zum Eingang des Saxo Rantio zuständig.
Am 9. September 1413 verlieh Herzog Filippo Maria Visconti durch ein Privileg mit Lehnstitel an Martino und Franchino de’ Castelli di Menaggio, Hauptmann der welfischen Seite der Vitani bei der Einnahme von Como, und deren Nachkommen die Ländereien von Plesio und San Siro für geleistete Dienste. Die feudale Investitur wurde im Jahre 1469 erneuert.
Im Liber consulum civitatis Novocomi werden die Eide berichtet, die die städtischen Konsuln von 1510 bis 1536 ablegten. Auch hier ergibt sich Plesio in der Pfarrei Menaggio, im Opizzone-Bericht von 1644 erscheint es jedoch in der Squadra di Rezzonico des Contado di Como eingeschrieben. Die Volkszählung von 1751 zeigt, dass Plesio wieder zur Pfarrei Menaggio gehörte, sie bestand aus fünf Ländereien: Plesio mit 145 Einwohnern, Ligomena (Ligomna) mit 128 Einwohnern, Logo mit 96 Einwohnern, Barna mit 197 Einwohnern und Calveseglio mit 47 Einwohnern, es war nicht feudal, in der Tat mit notariellem istrumento von Francesco Mercansolo vom 30. August 1647, um einer möglichen Feudalisierung zu entgehen, hatte an die königliche Schatzkammer die Summe von 1670 Lire gezahlt und zahlte alle fünfzehn Jahre die Summe von 100 Lire.

## Bevölkerung
| Bevölkerungsentwicklung | Bevölkerungsentwicklung | Bevölkerungsentwicklung | Bevölkerungsentwicklung | Bevölkerungsentwicklung | Bevölkerungsentwicklung | Bevölkerungsentwicklung | Bevölkerungsentwicklung | Bevölkerungsentwicklung | Bevölkerungsentwicklung | Bevölkerungsentwicklung | Bevölkerungsentwicklung | Bevölkerungsentwicklung | Bevölkerungsentwicklung | Bevölkerungsentwicklung | Bevölkerungsentwicklung | Bevölkerungsentwicklung |
| ----------------------- | ----------------------- | ----------------------- | ----------------------- | ----------------------- | ----------------------- | ----------------------- | ----------------------- | ----------------------- | ----------------------- | ----------------------- | ----------------------- | ----------------------- | ----------------------- | ----------------------- | ----------------------- | ----------------------- |
| Jahr                    | 1861                    | 1871                    | 1881                    | 1901                    | 1911                    | 1921                    | 1931                    | 1936                    | 1951                    | 1961                    | 1971                    | 1981                    | 1991                    | 2001                    | 2011                    | 2019                    |
| Einwohner               | 1235                    | 1179                    | 1164                    | 1153                    | 1179                    | 1127                    | 993                     | 892                     | 809                     | 786                     | 792                     | 825                     | 799                     | 805                     | 842                     | 834                     |

## Wirtschaft
- Acque Minerali Val Menaggio S.p.A., Fabrik der Mineralwasser Chiarella, Montelaura[2] und acqua (Eigenmarke von Aldi Suisse).

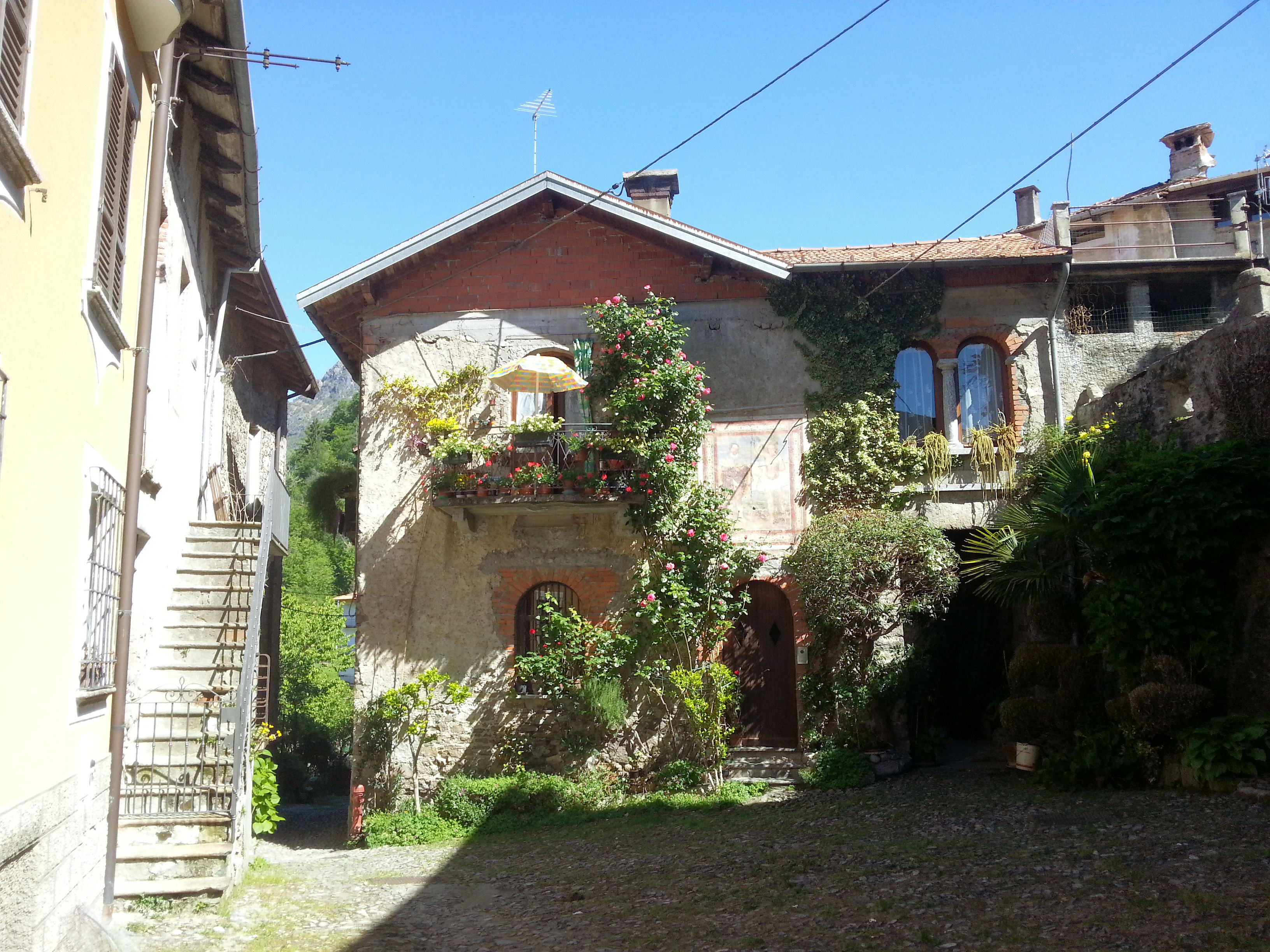
Barna: Piazza del Tavolo

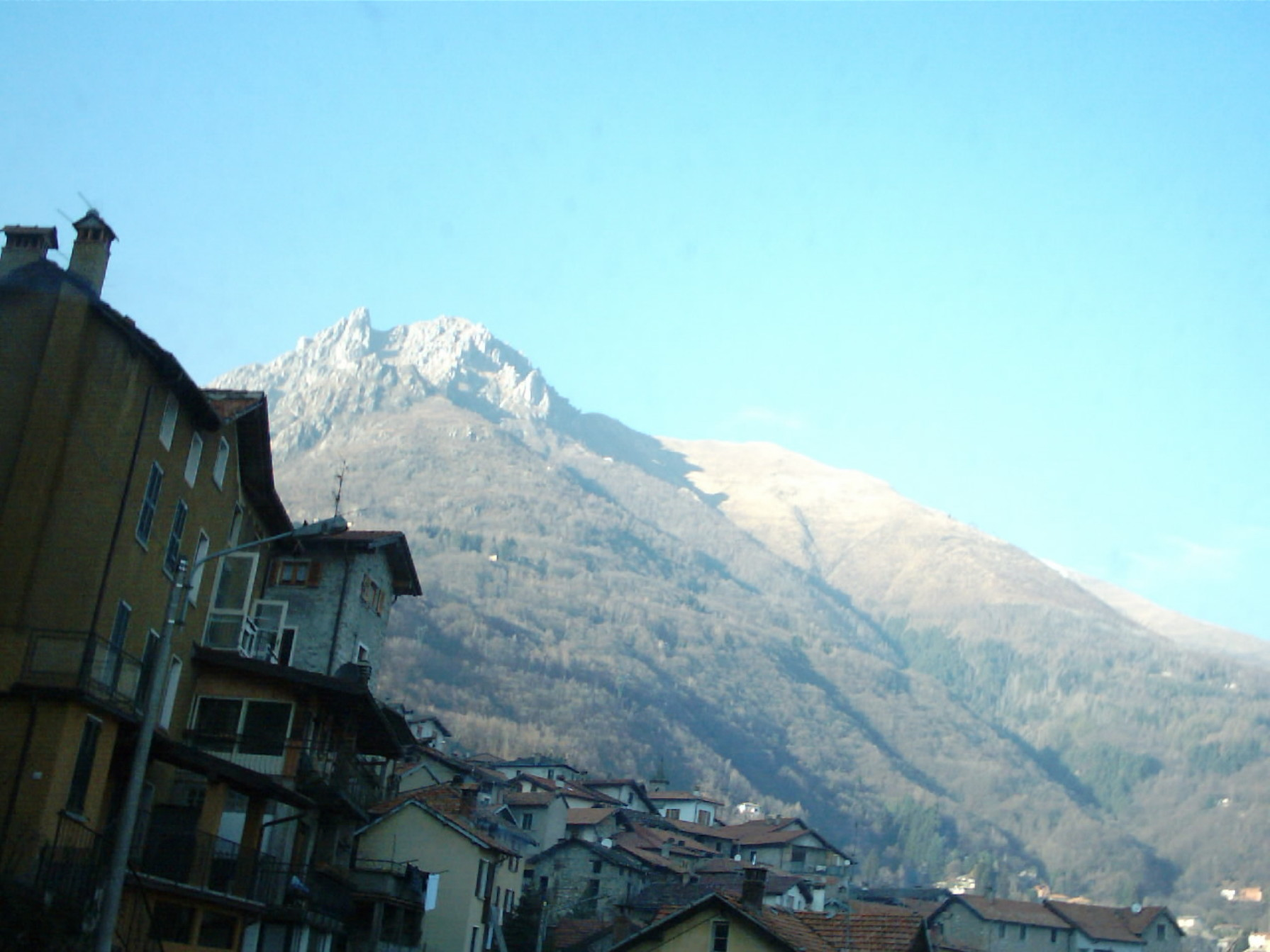
Fraktion Ligomena mit Monte Grona im Hintergrund

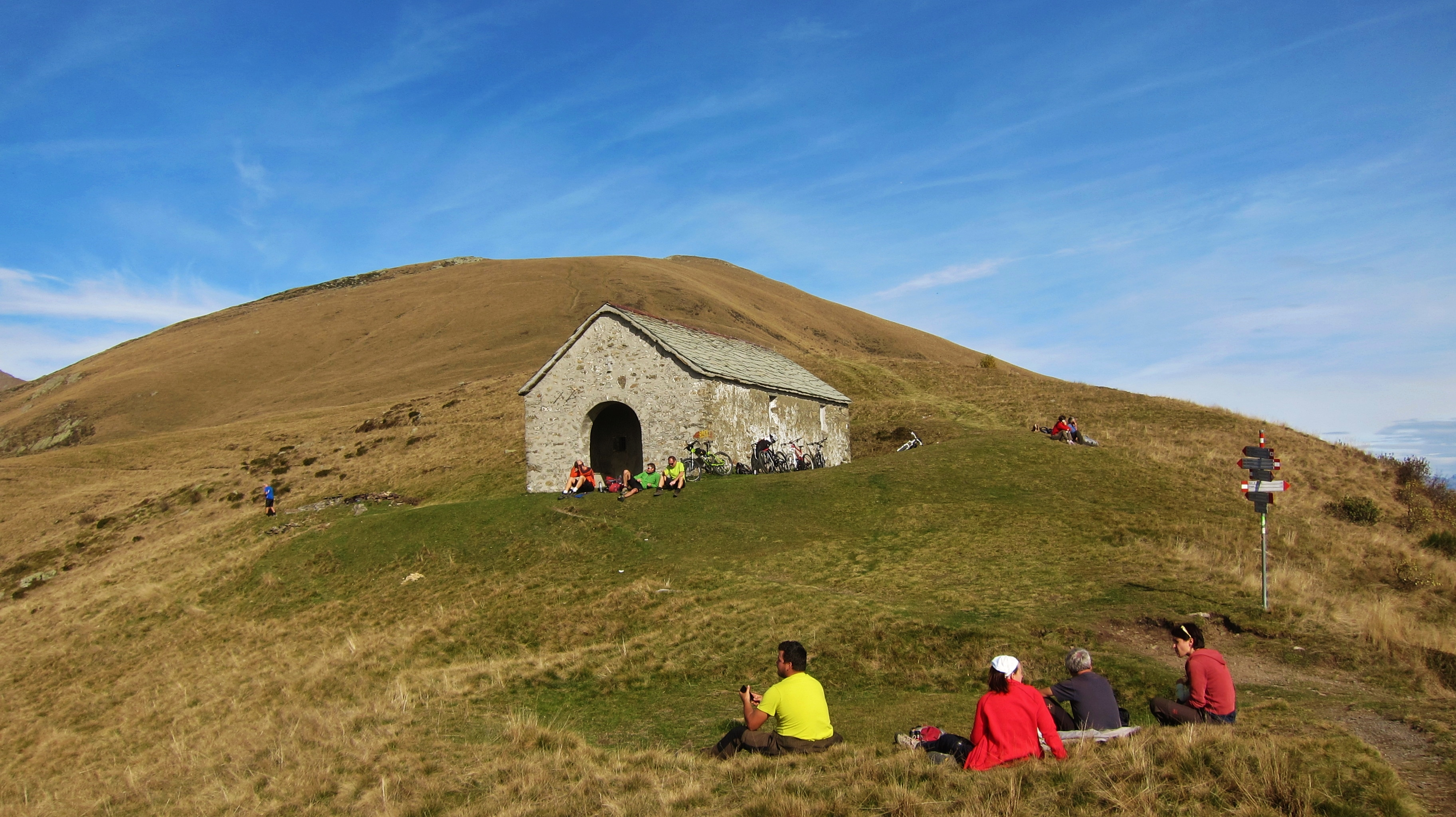
Oratorium Sant’Amate (1623 m ü. M.)

## Sehenswürdigkeiten
- Pfarrkirche San Fedele. Im Jahr 1603 freskierte der Maler Gian Domenico Caresana aus Cureglia den Hauptaltar und zwei Seitenaltäre. Diese Arbeiten wurden mit dem Abriss der alten Kirche Ende des 18. Jahrhunderts zerstört.[3]
- Kirche Santa Maria Maddalena (1636) im Ortsteil Barna[4]
- Wallfahrtskirche Madonna di Breglia[5]
- Oratorium San Rocco
- Schalenstein von Plesio

## Veranstaltungen
- 6. Januar: Fest Pasqueta.
- Sonntag nach 20. Januar: Sebastianfest in der Fraktion Logo.
- Letzter Sonntag Mai: Bernhard von Clairvaux Fest in der Fraktion Ligomena.
- Dritter Sonntag Juli:  Maria Magdalena Fest in der Fraktion Barna.
- Vierter Sonntag August: Madonna di Breglia Fest.
- Erster Sonntag Oktober: Rosenkranzfest.

## Persönlichkeiten
- Gasparo Mola (* 1571 in Breglia di Plesio; † 26. Januar 1640 in Rom), Sohn des Donato del Molo aus Breglia, lebte in Como und dann am päpstlichen Hof im Rom, für Papst Urban VIII. tätig: Goldschmied, Münzenarbeiter, Ziseleur und Chef der päpstlichen Münzprägestelle. Er wurde Cellini lombardo genannt.
- Gian Pietro Lucini (* 1867 in Mailand; † 1914 in Breglia), Dichter
- Giuseppe Carimati, Gemeindepräsident, Autor der Storia di Plesio (Vannini Verlag, Brescia)
- Don Umberto Marmori (* 1885 in Ponna; † 18. Januar 1945 in Cernobbio), im Mai 1910 zum Priester geweiht, war er von 1910 bis 1921 Vikar in Lenno. Anschließend war er 1921 bis 1933 Pfarrer vor Plesio. Er wurde Propst von Cernobbio. 1934 half er vielen Soldaten und Juden, ins Ausland zu entkommen. Er wurde am 24. Januar 1944 von der Schutzstaffel (SS) verhaftet und ins San-Vittore-Gefängnis in Mailand gebracht. Seine Verhaftung wurde am 27. Februar 1944 öffentlich bekannt gegeben. Im Mai 1944 wurde ihm ein Exil in Bergamo zugewiesen. Er wurde schwer krank, und mit offensichtlichen Anzeichen erlittener Folter, am Abend des 16. Januar 1945 nach Cernobbio zurückgebracht, wo er am 18. Januar 1945 starb.